# Bundesforum Männer
Das Bundesforum Männer ist ein deutscher Dachverband von 38 Organisationen, der deutschlandweit geschlechterpolitische Arbeit für Jungen, Männer und Väter betreibt. Der vollständige Name lautet Bundesforum Männer – Interessenverband für Jungen, Männer und Väter e. V. Vorsitzender des Verbandes ist Thomas Altgeld, Geschäftsführer Dag Schölper. Sitz ist Berlin.
Das Bundesforum Männer wurde 2010 als Pendant zum erheblich länger bestehenden und breiter aufgestellten Deutschen Frauenrat gegründet. Es wird vom Bundesministerium für Familie, Senioren, Frauen und Jugend mitfinanziert. Der Dachverband distanziert sich ausdrücklich von antifeministischen Strömungen, kritisiert aber die Vernachlässigung männlicher Anliegen. Er wird als profeministisch eingestuft.

## Ziele und Selbstverständnis
Nach der Bundestagswahl 2017 forderte der Verband Männerpolitik im Koalitionsvertrag ein. Gefordert wurden konkret eine zweiwöchige Vaterschaftsfreistellung nach der Geburt mit Lohnfortzahlung, eine Familienarbeitszeit mit Rückkehrrecht auf Vollzeit, ein Abbau steuer- und sozialrechtlicher Anreize für das traditionelle Ernährermodell sowie verbesserte Rahmenbedingungen für pflegende Angehörige. Zudem wird die Möglichkeit einer gemeinsamen elterlichen Verantwortung in Nachtrennungsfamilien gefordert.

### Ziele
Ziel des Vereins ist es, die Arbeit mit Jungen, Männern und Vätern in Deutschland zu fördern. Der Verein setzt sich insbesondere folgende Aufgaben ein:
- Jungen-, Männer- und Väterarbeit sowie weiterer Fachverbände und der Forschung zu Männlichkeiten und Geschlechterverhältnissen in Deutschland vernetzen,
- Anliegen der Jungen-, Männer- und Väterarbeit formulieren und aufgreifen und sie öffentlich gegenüber der Politik und in der Gesellschaft vertreten,
- Öffentlichkeitsarbeit zum Themenfeld zu betreiben,
- die Gleichstellung der Geschlechter und die Geschlechterdemokratie insbesondere mit Blick auf die Lebenslagen von Jungen, Männern und Vätern fördern,
- Verbindungen und Kooperationen im europäischen bzw. internationalen Raum aufnehmen,
- Bildungsmaßnahmen, Forschungsaufgaben sowie Projekte im Bereich der Jungen-, Männer- und Väterarbeit initiieren und begleiten,
- Expertise, Service und Beratung für Jungen-, Männer- und Väterarbeit bereitstellen.[6]

### Selbstverständnis
Das Bundesforum versteht sich als Arbeitsgemeinschaft für Jungen-, Väter- und Männerarbeit. Es ist offen für Akteure aus Politik, Wirtschaft, Sozialsystemen, Kirche, Religionsgemeinschaften, Rechtswesen, Wissenschaft und sonstigen gesellschaftlichen Bereichen. Die Mitglieder  bekennen sich zur Geschlechtergerechtigkeit als Grundprinzip ihrer gemeinsamen Arbeit und setzen sich dafür ein, dass alle Geschlechter gleichberechtigt im  Fokus der politischen und gesellschaftlichen Gestaltung stehen. Damit wenden sie sich gegen jegliche geschlechtliche Diskriminierung (Sexismus).  Das Bundesforum orientiert sich am Prinzip umfassender  gesellschaftlicher  Gleichstellung und wirkt mit, die  Geschlechter  in  ihren  jeweiligen Entwicklungen, Identitäten und der Vielfalt ihrer Lebensentwürfe zu fördern. Die Arbeit geschieht in konstruktivem Dialog zwischen den Geschlechtern. Das Forum verpflichtet sich der Solidarität unter Männern und Jungen sowie mit Frauen und Mädchen.

## Projekte
- movemen – empowering male refugees (2016–2018)
- Mobile und aufsuchende Arbeit für geflüchtete Männer in Berlin-Reinickendorf (2019)
- Männerberatungsnetz.de (seit 2019)

## Bündnisse
Das Bundesforum Männer arbeitet unter anderem in folgenden Arbeitsgemeinschaften oder strategischen Bündnissen mit:
- Bundesforum Familie
- Bündnis Kindergrundsicherung
- Bündnis Sorgearbeit fair teilen
- Initiative Stärker als Gewalt
- Initiative Klischeefrei
- Unabhängiger Beirat für die Vereinbarkeit von Pflege und Beruf

## Mitglieder
Der Dachverband hatte im Februar 2023 bundesweit 38 Mitgliedsorganisationen und 9 außerordentliche Mitglieder:
- Agentur und Verlag Männerwege
- Bundesarbeitsgemeinschaft Jungenarbeit e.V.
- Bundesarbeitsgemeinschaft Täterarbeit Häusliche Gewalt (BAG TäHG e.V.)
- Deutscher Gewerkschaftsbund
- Dissens – Institut für Bildung und Forschung e.V.
- Männernetzwerk Hessen
- eupax® – Hotline zur Prävention häuslicher Gewalt
- Sozialunternehmen Flechtwerk 2+1 gGmbH
- Forum Männer in Theorie und Praxis der Geschlechterverhältnisse
- Gemeinschaft der katholischen Männer Deutschlands (GKMD)
- Kompetenzzentrum Technik-Diversity-Chancengleichheit e. V.
- Koordinationsstelle Chance Quereinstieg/Männer in Kitas
- KRAFTPROTZ® Bildungsinstitut für Jungen und Männer
- Landesarbeitsgemeinschaft Jungen*- und Männer*arbeit Bayern e.V.
- Landesarbeitsgemeinschaft Jungen-Männer-Väter in Mecklenburg-Vorpommern e.V.
- Landesarbeitsgemeinschaft Jungen- und Männerarbeit Sachsen e.V.
- Landesarbeitsgemeinschaft Jungen- und Männerarbeit Thüringen e.V.
- Landesarbeitsgemeinschaft Väterarbeit in NRW
- Lesben- und Schwulenverband in Deutschland e.V.
- Männer gegen Männergewalt®
- männer.bw | Forum Männer und Väter in Baden-Württemberg
- Männerarbeit der EKD
- Männerarbeit der Evangelisch-methodistischen Kirche
- mannigfaltig e.V.
- man-o-mann männerberatung im VSGB e.V.
- MOGiS e.V. – Eine Stimme für Betroffene
- Netzwerk Jungen- und Männergesundheit
- Netzwerk Männer*beratung Stuttgart
- Paritätisches Bildungswerk Bundesverband e.V.
- QueerNetz.de e.V.
- SKM Bundesverband e.V.
- Sozialdienst muslimischer Frauen e.V.
- Stiftung Männergesundheit
- Therapeutische Lebensgemeinschaft Haus Narnia
- Väter gGmbH
- Väteraufbruch für Kinder e. V.
- Väter-Experten-Netz Deutschland (VEND e.V.)
- Väterzentrum Berlin e.V.
- Verein Niedersächsischer BILDUNGSINITIATIVEN e.V.

### Außerordentliche Mitglieder
- Theodor Brocks
- Heiner Fischer | Vaterwelten
- Stephan Höyng
- Franz-Josef König
- MännerKompetenzCentrum Hamburg e.V.
- Martin Noack | Coaching-Zeit
- Andreas Seltmann
- Boris von Heesen
- Carsten Vonnoh | Väter in Verantwortung

## Vorsitzende
- Martin Rosowski (2010–2019)
- Thomas Altgeld (seit 2019)

## Kritik
Gerd Riedmeier, Vorsitzender des Vereins Forum Soziale Inklusion, wirft dem Bundesforum Männer vor, Männerinteressen „unsichtbar“ zu machen und sich nicht um die Interessen getrennt lebender Männer zu kümmern. Ähnlich äußerte sich Matthias Enderle von Manndat e.V.: „Bei drängenden Fragen ist das Bundesforum sehr zurückhaltend. Das Schweigen zu bestimmten Themen ist das große Problem“.

## Belege
1. ↑  Plädoyer für Männergleichstellungspolitik: Diese Lücke namens Mann. In: taz. 13. Mai 2018, abgerufen am 21. Januar 2020.
2. ↑  Männer weinen nicht. In: Freitag. August 2018, abgerufen am 21. Januar 2020.
3. ↑  Kampf der Angekratzten. In: Freitag. 2018, abgerufen am 21. Januar 2020 (Ausgabe 27).
4. ↑  Ilse Lenz: Frauen und Politik – von der Frauenpolitik zur Geschlechterpolitik? In: Bundeszentrale für Politische Bildung. Abgerufen am 22. Januar 2020.
5. ↑  "Bundesforum Männer": Interessenverband für Jungen, Männer und Väter gegründet. In: Bundesministerium für Familie, Senioren, Frauen und Jugend. 5. November 2010, abgerufen am 23. Januar 2020.
6. ↑  Satzung Bundesforum Männer. 4. November 2010, ehemals im Original (nicht mehr online verfügbar); abgerufen am 21. Januar 2020. (Seite nicht mehr abrufbar. Suche in Webarchiven)
7. ↑  Plattform Bundesforum Männer. 4. November 2010, abgerufen am 13. März 2025. (PDF, 70kB)
8. ↑  Gremien & Netzwerke. Bundesforum Männer, abgerufen am 13. März 2025.
9. ↑  Bundesforum Männer Mitglieder. Abgerufen am 13. März 2025.
10. ↑  Mona Jaeger: Lobbyismus: Im Dienste der Männer. In: FAZ.NET. ISSN 0174-4909 (faz.net [abgerufen am 14. Dezember 2020]).